# 若宮横町
若宮横町（わかみやよこちょう）は、京都市上京区の町名の一つ。

## 歴史
大宮通の北端（大宮頭）であり、洛中の北辺として愛宕郡大宮郷（のちの大宮村）に続く境界をなしていたことから、｢大宮口｣と呼ばれた。かつて大宮通はここで今宮神社御旅所に突き当たり西に折れ、同町の西端が洛中と洛外の境界であり、そこから道は再び折れて北に向かっていた。近世には同町の木戸門南側に「是より洛中荷馬口付のもの乗べからず」と書かれた石標（「是より洛中」碑）が置かれた。この鍵の手に折れる道筋は、平安時代からあったとみられる。
現在、若宮横町の中央は、南北の通りである大宮通と、東西の通りである建勲通の交差点になっているが、ここから北の大宮通、また東に進んで玄武神社の前で猪熊通につながる道は、昭和初期に施行された土地区画整理事業によって新たに拓かれた通りである。そのため、ここから北の大宮通は「新大宮通」と呼ばれることがある。
北隣の紫野雲林院町に位置する若宮八幡宮（若宮神社）は、明治維新に際して氏子の嘆願により指定村社として残り、もと若宮横町109番地に位置し社殿は南面していたが、土地区画整理事業により大宮通が北進する際、昭和5年（1930年）に社殿は新しく拓かれた大宮通（新大宮通）に向けて東向きに建て直された。

### 地名の由来
町名の若宮は若宮八幡宮に由来し、横町は東西の通りに面する町を指す。

## 町名
現行公称町名は若宮横町。郵便番号は602-0084。

## 世帯数と人口
2020年（令和2年）10月1日現在の世帯数と人口は以下の通りである。
| 町名     | 人口 | 世帯数 |
| -------- | ---- | ------ |
| 若宮横町 | 34人 | 17世帯 |

## 地理
京都の元学区である成逸学区の最北部であり、大宮通の上京区の最北部に位置する。北側は北区の紫野雲林院町、西側は北区の紫野東藤ノ森町、南側は西若宮北半町、若宮竪町、東側は北区の紫野宮西町に接している。

### 通り名表記
『京都市町通り名一覧表』 (1998)には、以下が挙げられている。表記の意味については「京都市内の通り#住所」を参照。
- 大宮通鞍馬口上る
- 大宮通鞍馬口上る西入
- 大宮通寺之内上る5丁目
- 大宮通寺之内上る5丁目西入
- 建勲大宮西入
- 大宮頭今宮御旅所前西入
- 大宮頭御旅所西入
- 御旅所大宮西入

## 小・中学校の通学区域
市立小・中学校に通う場合の通学区域は以下のとおり。
| 町名     | 番地 | 小学校                 | 中学校             |
| -------- | ---- | ---------------------- | ------------------ |
| 若宮横町 | 全域 | 京都市立西陣中央小学校 | 京都市立烏丸中学校 |

## 交通

### 道路

#### 南北の通り
- 猪熊通
- 大宮通（新大宮通）
- 大宮通西裏（若宮通）
- 大徳寺通（旧大宮通）

#### 東西の通り
- 建勲通

## 施設
- 今宮神社御旅所
- 若宮八幡宮（旧地）

## 関連文献
- 林屋辰三郎、村井康彦、森谷尅久 編『京都市の地名』平凡社〈日本歴史地名大系27〉、1979年。ISBN 4-582-49027-1。
- 「角川日本地名大辞典」編纂委員会 編『角川日本地名大辞典 26 京都府』 下巻、角川書店、1982年。ISBN 4-040-01262-3。